# Mundflora
Als Mundflora wird die Gesamtheit der Mikroorganismen bezeichnet, die die Mundhöhle besiedeln. Da die Bezeichnung vor allem in der Humanmedizin benutzt wird, wird sie meistens auf die Mundflora des Menschen eingeschränkt.

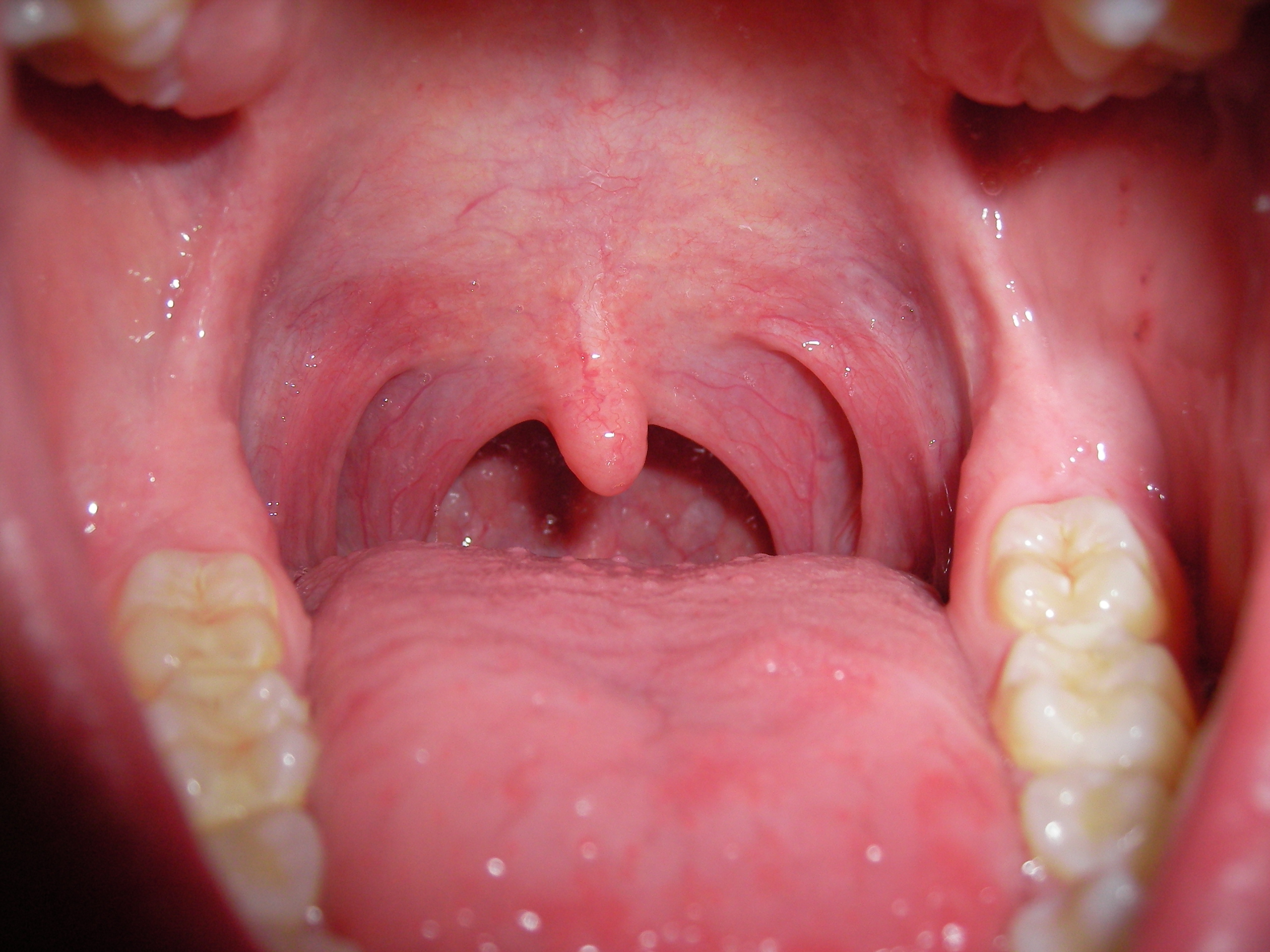
Mundhöhle eines Erwachsenen

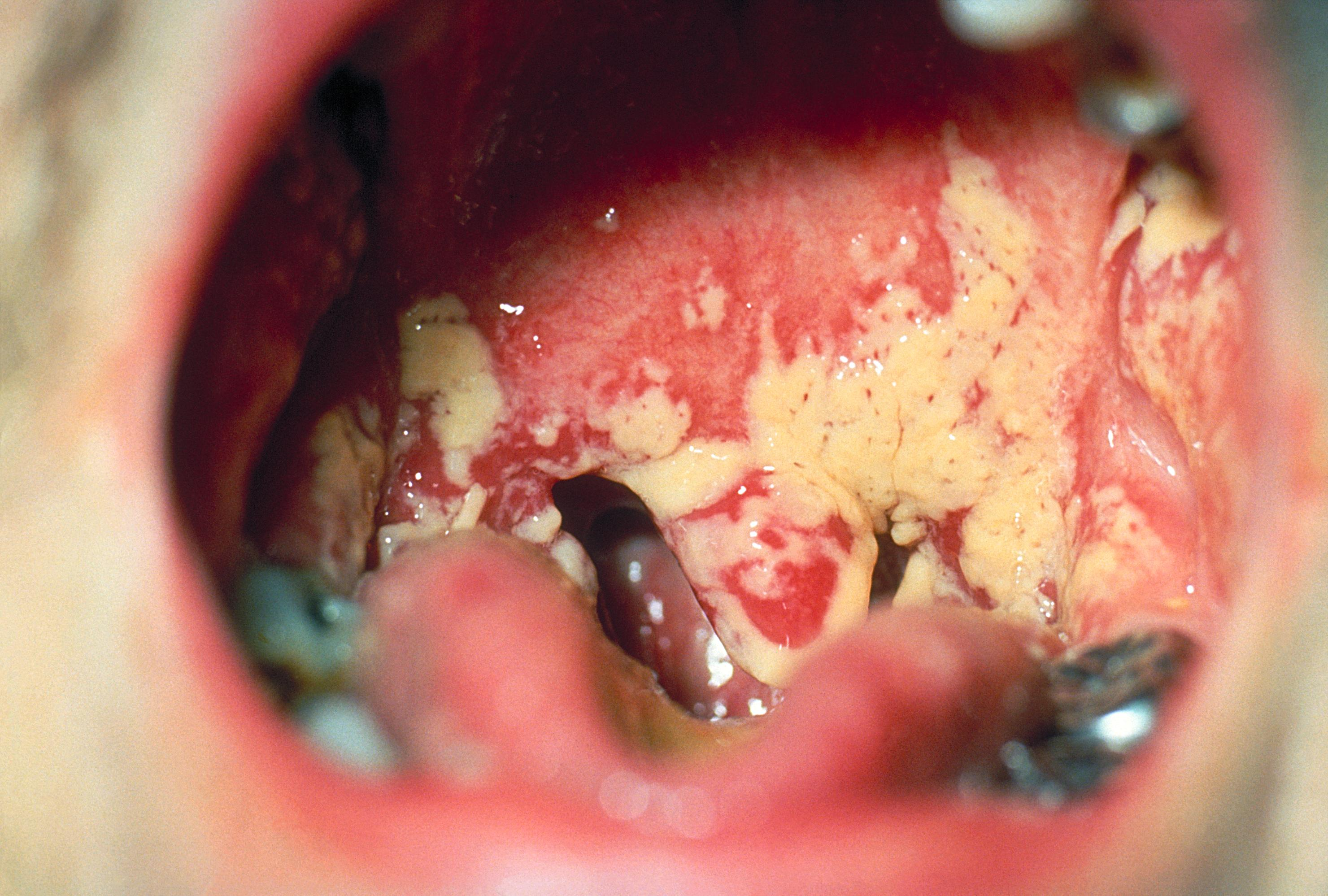
Schwere Kandidose der Mundhöhle

Die (veraltete) Bezeichnung „Flora“ beruht auf der früher oft vertretenen Auffassung, Bakterien und viele andere Mikroorganismen gehörten zum Pflanzenreich, denn die in einem bestimmten Gebiet vorkommenden Pflanzen werden als „Flora“ dieses Gebiets bezeichnet. Heute spricht man von „Mikroorganismengemeinschaften“ oder „Mikroorganismengesellschaften“ und nicht mehr von „Mikroorganismenflora“.
Normalerweise wird der Mund von hunderten Bakterienarten und Hefen besiedelt. Diese Mundflora hat zum größten Teil eine Schutzfunktion gegen Krankheitserreger, die sich in der Mundhöhle einnisten könnten.
Unter den pathogenen Bakterien der Mundflora hat Streptococcus mutans als einer der Zahnkaries-Auslöser eine besondere Bedeutung. Die Besiedelung konzentriert sich vor allem auf die bakterielle Plaque und wird erst nach der Geburt von der Mutter auf das Kind übertragen. Neuere Forschungsarbeiten versuchen, Streptococcus mutans selektiv aus der Mundflora zu verdrängen.
Pilze (Hefepilze/Candida, Dermatophyten, Schimmelpilze) kommen beim Gesunden nur in Form von oberflächlichen Haut- und Schleimhautbesiedlungen vor (vgl. Mykose). Bestimmte Candida-Arten leben auch im Rachen der meisten Menschen als harmlose Saprophyten; sie sind bei etwa 70 % aller gesunden Probanden nachgewiesen worden. Diese Haut- und Schleimhautbesiedlungen durch Candida werden unter der Sammelbezeichnung Kandidose subsumiert.

## Bissverletzungen
Während vor Einführung der Massenimpfungen noch Tollwut und Tetanus die gefürchtetsten Folgeerkrankungen bei Bissverletzungen waren, spielt heute die Infektionsgefahr durch Mikroorganismen der normalen Mundflora die größere Rolle. Diese ist gegeben bei Bissen durch Hunde, Katzen, Affen und Menschen. Besonders tiefe und gelenksnahe Verletzungen führen häufiger zu einer Infektion. Die Infektionsrate wird bei allen ärztlich versorgten Bissverletzungen mit etwa 15 bis 20 Prozent angegeben.
Das Infektionsrisiko ist dabei beim Menschenbiss am höchsten und liegt bei etwa 50 Prozent. Einer US-amerikanischen Veröffentlichung des Jahres 1989 zufolge erforderten in der zweiten Hälfte der 1930er Jahre, also bevor Antibiotika zur Verfügung standen, bei einer ärztlichen Erstversorgung innerhalb einer Stunde 10 Prozent der Fälle von Menschenbissverletzungen Amputationen, während bei einer späteren Versorgung die Amputationsrate auf bis zu 33 Prozent anstieg. Allerdings sind hier die meisten (Hand-)Verletzungen wohl nicht durch einen Biss verursacht worden, sondern Folge eines Faustschlags ins Gesicht und auf die Zähne des anderen Menschen.